# الأعمال التجارية الصغيرة

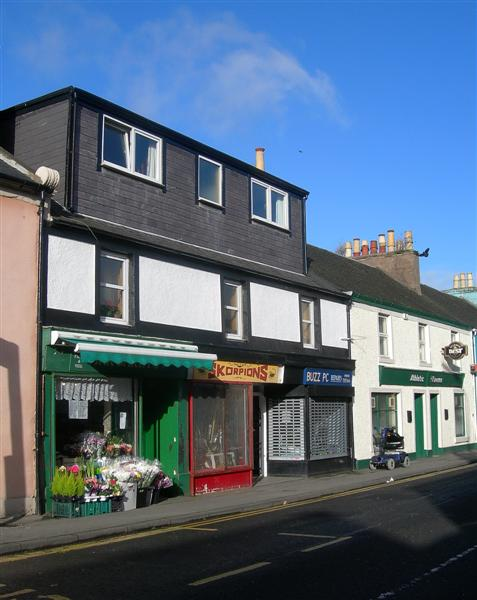
الأعمال التجارية الصغيرة في شارع دارلي مبل في جيرفان ، اسكتلندا

الشركات الصغيرة هي شركات مملوكة للقطاع الخاص أو شراكات أو مؤسسات فردية لديها عدد أقل من الموظفين و / أو إيرادات سنوية أقل من الأعمال التجارية العادية أو الشركات. يتم تعريف الشركات على أنها «صغيرة» من حيث قدرتها على التقدم للحصول على الدعم الحكومي والتأهل لسياسة ضريبية تفضيلية تختلف باختلاف الدولة والصناعة. تتراوح الشركات الصغيرة من خمسة عشر موظفًا بموجب قانون العمل العادل الأسترالي لعام 2009، وخمسين موظفًا وفقًا للتعريف المستخدم من قبل الاتحاد الأوروبي، وأقل من خمسمائة موظف للتأهل للعديد من برامج إدارة الأعمال الصغيرة بالولايات المتحدة. بينما يمكن أيضًا تصنيف الشركات الصغيرة وفقًا لطرق أخرى، مثل الإيرادات السنوية أو الشحنات أو المبيعات أو الأصول أو حسب إجمالي الإيرادات السنوية أو صافي الدخل أو صافي الأرباح، فإن عدد الموظفين هو أحد أكثر المقاييس المستخدمة على نطاق واسع.
تشمل الشركات الصغيرة في العديد من البلدان عمليات الخدمة أو البيع بالتجزئة مثل المتاجر الصغيرة ومحلات البقالة الصغيرة والمخابز أو محلات البقالة ومصففي الشعر أو التجار (على سبيل المثال، النجارين والكهربائيين) والمطاعم ودور الضيافة والمصورين والتصنيع على نطاق صغير جدًا والإنترنت- الأعمال ذات الصلة مثل تصميم الويب وبرمجة الكمبيوتر. يعمل بعض المهنيين كشركات صغيرة، مثل المحامين والمحاسبين وأطباء الأسنان والأطباء (على الرغم من أن هؤلاء المهنيين يمكنهم أيضًا العمل في مؤسسات أو شركات كبيرة). تختلف الشركات الصغيرة كثيرًا من حيث الحجم والإيرادات والتفويض التنظيمي، سواء داخل البلد أو من بلد إلى آخر. قد تتطلب بعض الشركات الصغيرة، مثل أعمال المحاسبة المنزلية، ترخيصًا تجاريًا فقط. من ناحية أخرى، فإن الشركات الصغيرة الأخرى، مثل الرعاية النهارية، ودور التقاعد، والمطاعم التي تقدم المشروبات الكحولية تخضع للتنظيم بشكل أكبر وقد تتطلب التفتيش والاعتماد من السلطات الحكومية المختلفة.

## مميزات

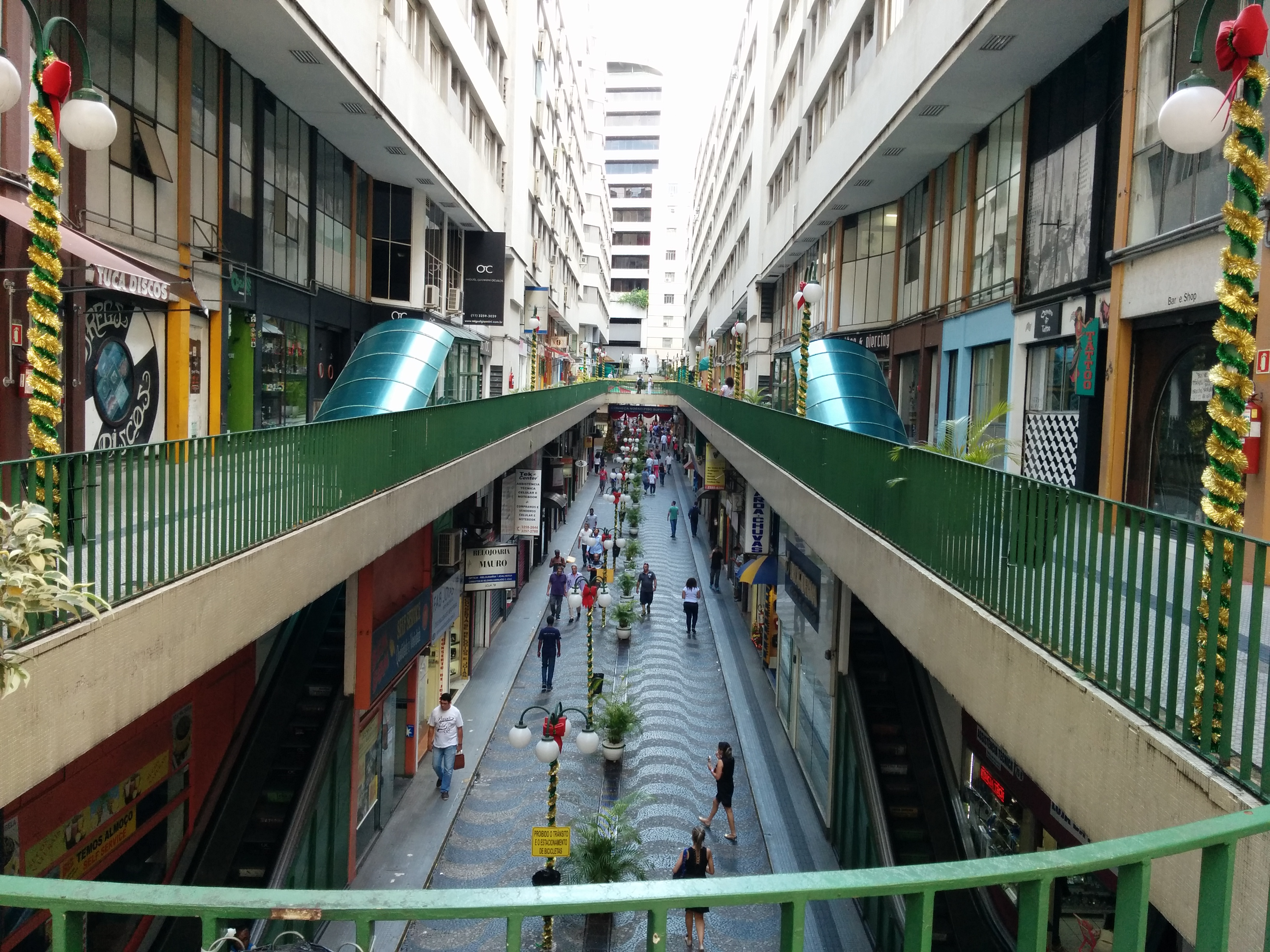
الأعمال التجارية الصغيرة في المنطقة المركزية في ساو باولو

يتصرف الباحثون والمحللون في الشركات الصغيرة أو التي يديرها المالك بشكل عام كما لو أن الأشكال التنظيمية الاسمية (على سبيل المثال، الشراكة، أو التاجر الوحيد، أو الشركة)، وما يترتب على ذلك من حدود قانونية ومحاسبية للشركات التي يديرها المالك تكون ذات مغزى باستمرار. ومع ذلك، لا يميز مديرو المالكون في كثير من الأحيان بين مصالحهم الشخصية ومصالحهم التجارية. غالبًا ما يتجنب المقرضون الحدود التنظيمية (الشركات) من خلال السعي للحصول على ضمانات شخصية أو قبول الأصول المملوكة للقطاع الخاص كضمان. بسبب هذا السلوك، قد يرغب الباحثون والمحللون في توخي الحذر في تقييم الأنواع التنظيمية والحدود الضمنية المتعلقة بالشركات التي يديرها المالك. يتضمن ذلك تحليل الإفصاحات المحاسبية التقليدية والدراسات التي تعامل الشركة على النحو المحدد في الهيكل التنظيمي الرسمي.

### مفاهيم الأعمال الصغيرة والعمل الحر وريادة الأعمال وبدء التشغيل

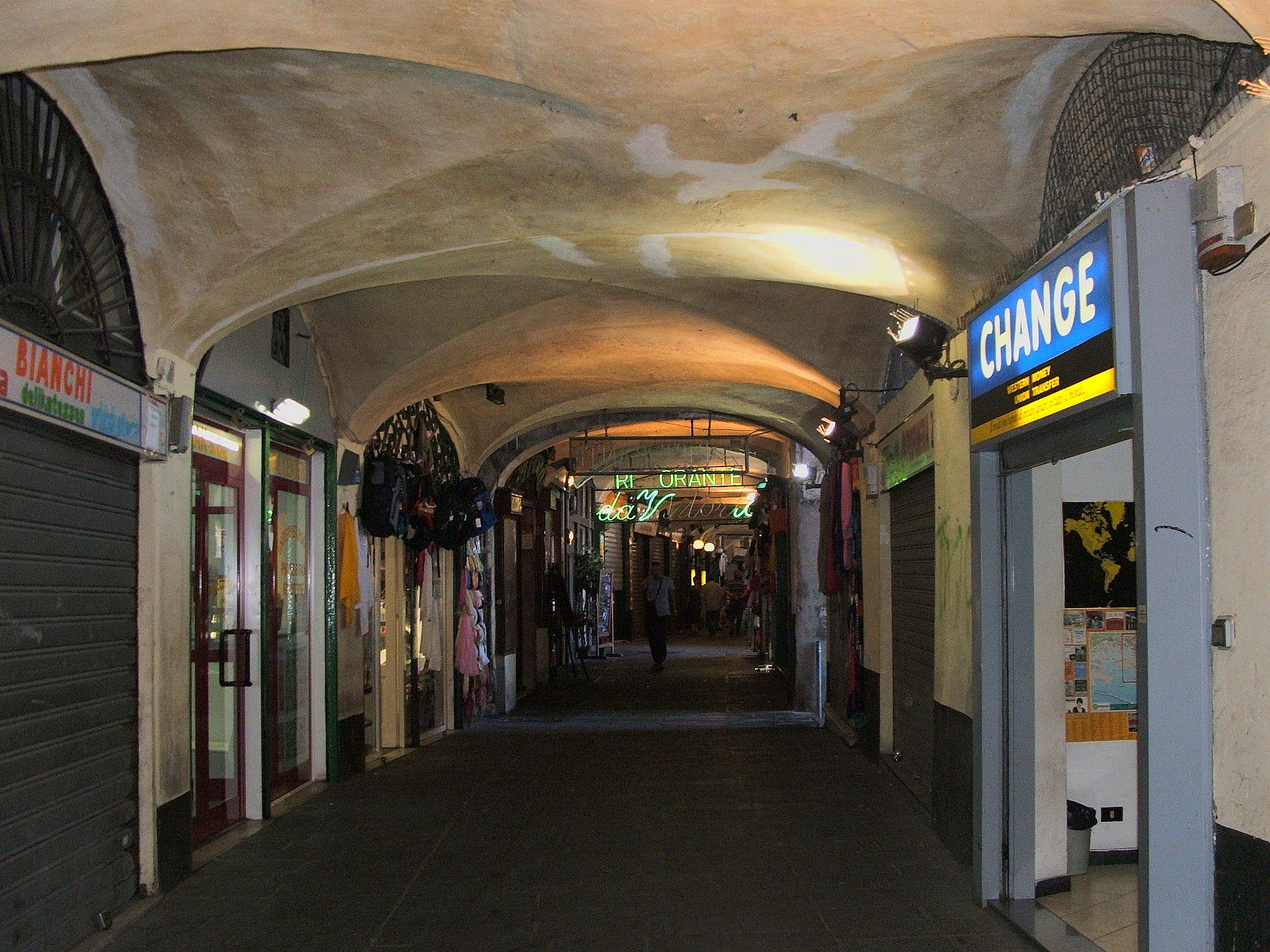
Portici di Sottoripa ، جينوفا ، إيطاليا. تميل المعارض إلى تشكيل مجموعات من أصحاب الأعمال الصغيرة بمرور الوقت.

تتداخل مفاهيم الأعمال الصغيرة والعمل الحر وريادة الأعمال والشركات الناشئة ولكنها تحمل أيضًا اختلافات مهمة. غالبًا ما يتم الخلط بين هذه المفاهيم الأربعة ويمكن تلخيص اختلافاتهم الرئيسية على النحو التالي:
- العمل الحر: منظمة تم إنشاؤها في المقام الأول لتوفير الدخل للمؤسسين، أي عمليات المالك الفردي.
- ريادة الأعمال: جميع المنظمات الجديدة.
- شركة ناشئة: مؤسسة جديدة تم إنشاؤها للنمو (ولديها موظفين).
- شركة صغيرة: مؤسسة صغيرة (في الموظفين أو الإيرادات) وقد تنوي أو لا تنوي النمو.

العديد من الشركات الصغيرة هي عمليات ملكية فردية تتكون فقط من المالك، ولكن لدى العديد منها أيضًا موظفين إضافيين. بعض الشركات الصغيرة التي تقدم منتجًا أو عملية أو خدمة لا يكون النمو هدفها الأساسي. في المقابل، تُعرف الشركة التي يتم إنشاؤها لتصبح شركة كبيرة باسم شركة ناشئة. تهدف الشركات الناشئة إلى النمو وغالبًا ما تقدم منتجًا أو عملية أو خدمة مبتكرة. يهدف رواد الأعمال في الشركات الناشئة عادةً إلى توسيع نطاق الشركة عن طريق إضافة موظفين، والسعي إلى المبيعات الدولية، وما إلى ذلك، وهي عملية يتم تمويلها غالبًا ولكن لا يتم تمويلها دائمًا من خلال رأس المال الاستثماري والاستثمارات الملائكية. يمتلك رواد الأعمال الناجحون القدرة على قيادة الأعمال في اتجاه إيجابي من خلال التخطيط المناسب والتكيف مع البيئات المتغيرة وفهم نقاط القوة والضعف لديهم. تنبع قصص النجاح المذهلة من الشركات الناشئة التي توسعت في النمو. من الأمثلة على ذلك مايكروسوفت وجنينتق والتصريح الإداري والتي تجسد جميعها الإحساس بإنشاء مشروع جديد في الشركات الصغيرة.
يوفر العمل الحر العمل في المقام الأول للمؤسسين. تشير ريادة الأعمال إلى جميع الأعمال التجارية الجديدة، بما في ذلك العمل الحر والشركات التي لا تنوي أبدًا أن تنمو بشكل كبير أو تصبح مسجلة، لكن الشركات الناشئة تشير إلى الشركات الجديدة التي تنوي أن تتخطى المؤسسين، وأن يكون لديها موظفين، وتنمو بشكل كبير.

### تعريفات الحجم
التعريف القانوني «للأعمال التجارية الصغيرة» يختلف حسب الدولة والصناعة. بالإضافة إلى عدد الموظفين، تشمل الطرق المستخدمة لتصنيف الشركات الصغيرة المبيعات السنوية (رقم الأعمال)، وقيمة الأصول وصافي الربح (الميزانية العمومية)، بمفردها أو كمجموعة من العوامل.
- في الهند، تندرج جميع مؤسسات التصنيع والخدمات التي لديها استثمارات «لا تزيد عن 10 كرور روبية» وإيرادات سنوية «لا تزيد عن 50 كرور روبية» ضمن هذه الفئة.
- في الولايات المتحدة، تضع إدارة الأعمال الصغيرة معايير حجم الأعمال التجارية الصغيرة على أساس كل صناعة على حدة، لكنها تحدد عمومًا شركة صغيرة على أنها أقل من 500 موظف لشركات التصنيع وأقل من 7.5 مليون دولار في الإيصالات السنوية لمعظم غير التصنيع الأعمال.[3][4] يمكن أن يختلف التعريف حسب الظروف - على سبيل المثال، شركة صغيرة لديها أقل من 25 موظفًا مكافئًا بدوام كامل بمتوسط أجور سنوية أقل من 50000 دولار، مؤهلة للحصول على ائتمان ضريبي بموجب قانون إصلاح الرعاية الصحية قانون حماية المريض والرعاية الميسرة.[5] وبالمقارنة، فإن شركة متوسطة الحجم أو شركة متوسطة الحجم بها أقل من 500 موظف.
- يعرّف الاتحاد الأوروبي بشكل عام شركة صغيرة على أنها شركة بها أقل من خمسين موظفًا ويكون حجم مبيعاتها أو ميزانيتها العمومية أقل من 10 ملايين يورو.[6] لكن المفوضية الأوروبية تقوم بمراجعة هذا التعريف.[7] وبالمقارنة، فإن الشركة متوسطة الحجم تضم أقل من 250 موظفًا ويقل حجم مبيعاتها عن 50 مليون يورو. أو الميزانية العمومية أقل من 43 مليون يورو.[6]
- في أستراليا ، يُعرّف قانون العمل العادل لعام 2009 الشركة الصغيرة على أنها شركة تضم أقل من خمسة عشر موظفًا. وبالمقارنة، فإن شركة متوسطة الحجم أو شركة متوسطة الحجم بها أقل من مائتي موظف.
- في جنوب إفريقيا، يحدد قانون تعديل الأعمال الصغيرة الوطني (القانون رقم 26 لعام 2003) الأعمال التجارية بطرق متنوعة باستخدام خمس فئات تم تحديدها مسبقًا بموجب قانون الأعمال الصغيرة الوطني (القانون رقم 102 لعام 1996)، وهي تصنيف القطاع الصناعي القياسي والقطاع الفرعي، حجم الفئة، بما يعادل الموظفين بأجر، ودوران وقيمة الأصول باستثناء الممتلكات الثابتة.[8]

عادة لا تهيمن الشركات الصغيرة على مجالها.
يعمل الجدول التالي كدليل لتسميات حجم الأعمال.
تعريفات حجم الأعمال (حسب عدد الموظفين)
|               | أستراليا | نحن    | علبة     | الاتحاد الأوروبي |
| ------------- | -------- | ------ | -------- | ---------------- |
| دقيقة / ميكرو | 1-2      | 1-6    | 1-4      | <10              |
| صغير          | <15      | <250   | 1-99     | <50              |
| متوسط         | <200     | <500   | 100-499  | <250             |
| كبير          | <500     | <1000  | > 500    | <1000            |
| مشروع         | > 500    | > 1000 | غير متاح | > 1000           |

- تعكس معظم الخلايا أحجامًا غير محددة في التشريع.
- بعض التعريفات متعددة المعلمات، على سبيل المثال، حسب الصناعة أو الإيرادات أو الحصة السوقية.

### التركيبة السكانية
في عام 2016 تم نشر دراسة فحصت التركيبة السكانية لأصحاب الأعمال الصغيرة. أظهرت الدراسة أن متوسط أصحاب الأعمال الصغيرة في أمريكا فوق سن الخمسين. توزعت الأعمار على 51٪ فوق 50 سنة، و 33٪ بين 35-49 سنة، و 16٪ تحت سن 35. بالنسبة للجنس: 55٪ للذكور و 36٪ للإناث و 9٪ للذكور والإناث. أما بالنسبة للعرق: 72٪ من البيض / القوقاز، 13.5٪ لاتينيون، 6.3٪ أميركيون من أصل أفريقي، 6.2٪ آسيويون، و 2٪ آخرون. بالنسبة للخلفية التعليمية: 39٪ حصلوا على درجة البكالوريوس أو أعلى، و 33٪ لديهم بعض الخلفية الجامعية، و 28٪ حصلوا على الأقل على شهادة الثانوية العامة.
تُظهر بيانات التعداد السكاني للولايات المتحدة لعامي 2014 و 2015 حصة المرأة في ملكية الأعمال الصغيرة حسب حجم الشركة. توضح البيانات النسب المئوية التي تمتلكها النساء إلى جانب عدد الموظفين بما في ذلك المالك. بشكل عام، كلما كان العمل التجاري أصغر، زادت احتمالية امتلاكه للمرأة. تظهر البيانات أن حوالي 22٪ من الشركات الصغيرة التي تضم 100-500 موظف كانت مملوكة للنساء، وهي نسبة تزيد كلما صغر حجم الأعمال. 41٪ من الشركات التي تضم 2-4 موظفين فقط كانت تديرها سيدات، وفي الأعمال التجارية التي يعمل بها شخص واحد فقط، كان هذا الشخص امرأة في 51٪ من الحالات.

### شركات الامتياز
الامتياز هو وسيلة لأصحاب الأعمال الصغيرة للاستفادة من اقتصاديات الحجم للشركة الكبيرة (مانح الامتياز). ماكدونالدز وصب واي أمثلة على الامتياز. يمكن لمالك الأعمال الصغيرة الاستفادة من اسم علامة تجارية قوي وقدرة شرائية للشركة الأكبر مع الحفاظ على استثماراتهم الخاصة في متناول اليد. ومع ذلك، خلص بعض أصحاب الامتياز إلى أنهم يعانون من «أسوأ ما في العالمين» وهم يشعرون بأنهم مقيدون للغاية من قبل تفويضات الشركات ويفتقرون إلى الاستقلال الحقيقي. إنه افتراض أن الأعمال الصغيرة هي مجرد أصحاب امتياز، ولكن الحقيقة هي أن العديد من أصحاب الامتياز هم أيضًا شركات صغيرة، على الرغم من اعتبارها طريقة ناجحة لممارسة الأعمال التجارية، فقد أثبت الأدب أن هناك نسبة فشل عالية في الامتياز أيضًا، خاصة في المملكة المتحدة، حيث تشير الأبحاث إلى أنه من بين 1658 شركة امتياز تعمل في عام 1984، بقيت 601 شركة فقط في عام 1998، أي 36٪ فقط.

### تعاونية تجار التجزئة
تعاونية تجار التجزئة هي نوع من التعاونيات التي تستخدم وفورات الحجم نيابة عن أعضائها من تجار التجزئة. تستخدم تعاونيات تجار التجزئة قوتها الشرائية للحصول على خصومات من الشركات المصنعة وغالبًا ما تشارك نفقات التسويق. غالبًا ما يتم التعرف عليهم على أنهم «مجموعات محلية» لأنهم يمتلكون متاجرهم الخاصة داخل المجتمع. من الشائع لمحلات البقالة المملوكة محليًا ومحلات الأجهزة والصيدليات المشاركة في تعاونيات تجار التجزئة. تعد Ace Hardware و True Value و NAPA أمثلة على تعاونية تجار التجزئة. كما تسمح تعاونيات التجزئة للمستهلكين بتوفير أرباحهم الخاصة واكتساب القدرة على المساومة خارج قطاع الأعمال. تقيم تعاونيات التجزئة بشكل أساسي داخل المجتمعات الصغيرة حيث يتم إغلاق الشركات المحلية في كثير من الأحيان.

## مزايا

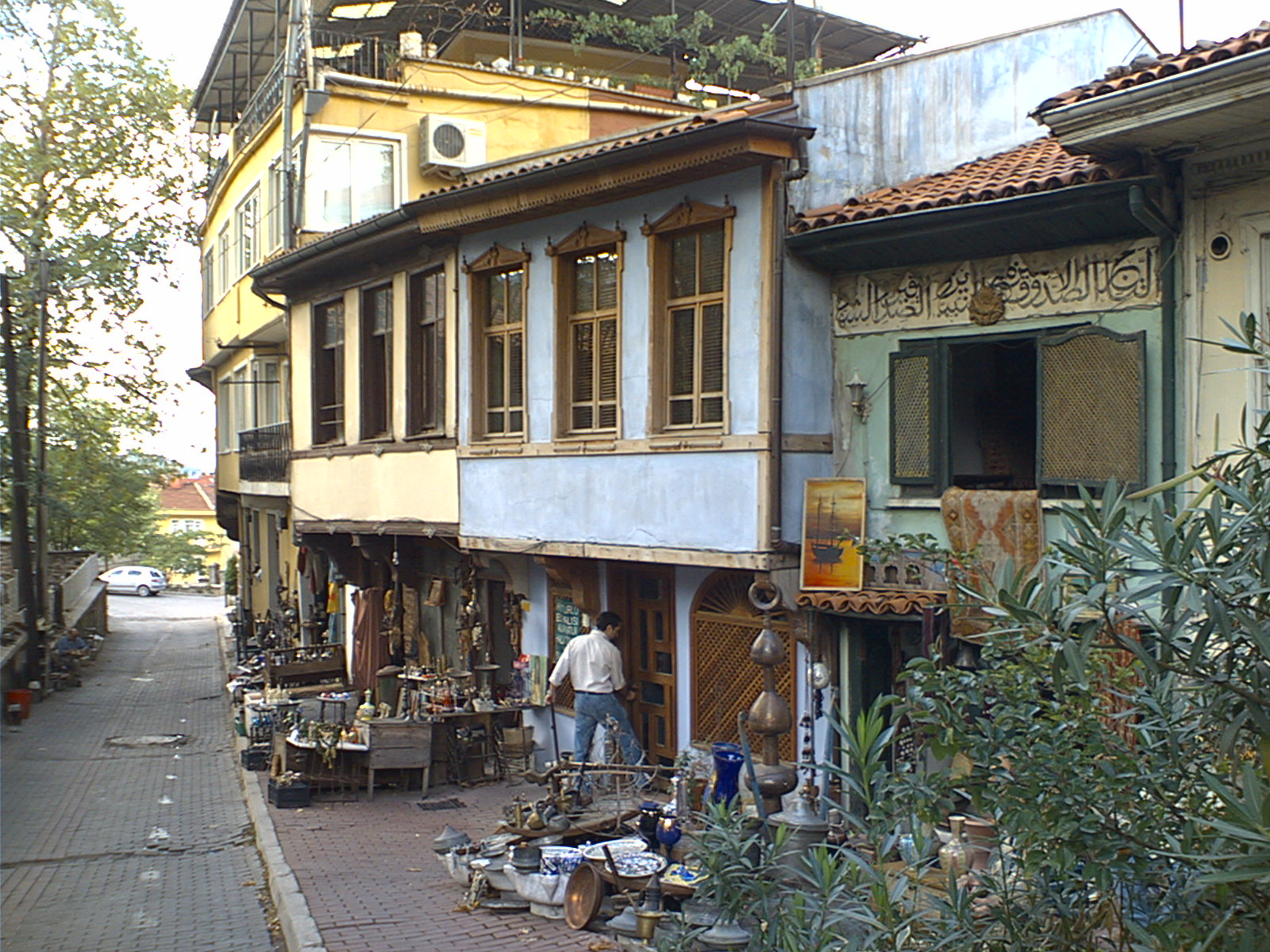
مشروع صغير في بورصة ، تركيا. إحدى المزايا المزعومة لأصحاب الأعمال الصغيرة هي القدرة على خدمة مجالات السوق التي لا تخدمها صناعات الإنتاج الضخم. ضع في اعتبارك مدى استعداد عدد قليل من الشركات الكبرى للتعامل مع المخاطر وعدم اليقين الذي يتعامل به متجر التحف الصغيرة لبيع وشراء العناصر غير الموحدة وإجراء تقييمات سريعة لقيمة العناصر النادرة.

يمكن بدء العديد من الشركات الصغيرة بتكلفة منخفضة وبدوام جزئي، بينما يستمر الشخص في وظيفة منتظمة مع صاحب العمل أو يقدم الرعاية لأفراد الأسرة في المنزل. في البلدان النامية، العديد من الشركات الصغيرة هي عمليات ذات ملكية فردية مثل بيع المنتجات في كشك السوق أو إعداد الطعام الساخن لبيعه في الشارع، مما يوفر دخلاً ضئيلاً. في العقد الأول من القرن الحادي والعشرين، كانت الأعمال التجارية الصغيرة مناسبة تمامًا للتسويق عبر الإنترنت؛ لأنه يمكن أن يخدم بسهولة مجالات متخصصة، وهو أمر كان من الممكن أن يكون أكثر صعوبة قبل ثورة الإنترنت التي بدأت في أواخر التسعينيات. يمنح التسويق عبر الإنترنت الشركات الصغيرة القدرة على التسويق بميزانيات أصغر. يعد التكيف مع التغيير أمرًا بالغ الأهمية في الأعمال التجارية وخاصة الأعمال الصغيرة؛ نظرًا لعدم ارتباطها بالجمود البيروقراطي المرتبط بالشركات الكبيرة، يمكن للشركات الصغيرة الاستجابة لطلب السوق المتغير بسرعة أكبر. يميل أصحاب الأعمال الصغيرة إلى أن يكونوا على اتصال شخصي أوثق مع عملائهم وعملائهم من الشركات الكبيرة، حيث يرى أصحاب الأعمال الصغيرة عملائهم شخصيًا كل أسبوع.
أظهرت إحدى الدراسات أن الأعمال التجارية المحلية الصغيرة أفضل للاقتصاد المحلي من إدخال سلسلة متاجر جديدة. من خلال فتح متاجر سلسلة جديدة على المستوى الوطني، تنخفض أرباح الشركات المملوكة محليًا بشكل كبير وينتهي الأمر بالعديد من الشركات بالفشل وتضطر إلى الإغلاق. هذا يخلق تأثيرًا أسيًا. عندما يُغلق أحد المتاجر، يفقد الأشخاص وظائفهم، وتفقد الشركات الأخرى أعمالها بسبب الأعمال الفاشلة، وما إلى ذلك. في كثير من الحالات، تحل الشركات الكبيرة محل العديد من الوظائف التي تخلقها.

### استقلال
الاستقلال ميزة أخرى لامتلاك شركة صغيرة. لا يتعين على صاحب العمل الصغير تقديم تقرير إلى مشرف أو مدير. أيضًا، يرغب العديد من الأشخاص في اتخاذ قراراتهم الخاصة، وتحمل المخاطر الخاصة بهم، وجني ثمار جهودهم. يمتلك أصحاب الأعمال الصغيرة المرونة والحرية في اتخاذ قراراتهم الخاصة ضمن القيود التي تفرضها العوامل الاقتصادية وغيرها من العوامل البيئية. ومع ذلك، يتعين على رواد الأعمال العمل لساعات طويلة جدًا وفهم أن عملائهم في النهاية هم رؤسائهم.
قد تتكيف الشركات الصغيرة (التي غالبًا ما يقوم بها أفراد العائلة) بشكل أسرع مع الظروف المتغيرة؛ ومع ذلك، قد تكون أيضًا منغلقة على استيعاب المعرفة الجديدة وتوظيف العمالة الجديدة من الخارج.

### تقرير مالى
تستفيد الشركات الصغيرة من متطلبات إعداد التقارير المالية والمحاسبة الأقل شمولاً من تلك التي تواجهها الشركات الكبيرة.
يهدف توجيه الاتحاد الأوروبي بشأن البيانات المالية السنوية لعام 2013 إلى «الحد من الأعباء الإدارية وتوفير قواعد محاسبية بسيطة وقوية، خاصة للشركات الصغيرة والمتوسطة الحجم (SMEs)». في المملكة المتحدة، نقلت لوائح الشركات والشراكات والمجموعات (الحسابات والتقارير) لعام 2015 توجيهات الاتحاد الأوروبي إلى قانون المملكة المتحدة وعدلت نظام إعداد التقارير لتقليل حسابات الإفصاح لأي فترة محاسبية تبدأ في أو بعد 1 يناير 2016. تم السماح بـ «الحسابات المختصرة» للكيانات الأصغر ضمن "FRSSE"، معيار التقارير المالية للكيانات الأصغر). حتى عام 2015، سُمح للشركات التي تُعتبر صغيرة بموجب قانون الشركات البريطاني لعام 2006 باستخدام هذا المعيار. بالنسبة للسنوات المحاسبية المنتهية في أو بعد 1 يناير 2016، لم يعد FRSSE متاحًا،  ولكن هناك خيارات تُعرف باسم «الحسابات المختصرة» و «الحسابات الكاملة»:
- حسابات مختصرة: يمثل الربح / الخسارة تبدأ مع إعلان الربح الإجمالي أو الخسارة، وليس دوران
- شرائح البيانات المالية أو شرائح الحسابات: يتم استبعاد حسابات الربح والخسارة، ولكن الميزانية العمومية والميزانية العمومية الملاحظات هي أن يتم الكشف عنها.

بدلاً من ذلك، تستطيع أصغر الشركات تقديم «حسابات الكيانات الصغيرة». معيار المحاسبة المالية رقم 105 هو معيار إعداد التقارير المالية المطبق على نظام الكيانات متناهية الصغر.

## التحديات
غالبًا ما تواجه الشركات الصغيرة مجموعة متنوعة من المشكلات، يرتبط بعضها بحجمها. من الأسباب المتكررة للإفلاس تحت الرسملة. هذا غالبا ما يكون نتيجة لسوء التخطيط وليس الظروف الاقتصادية. من القواعد العامة الشائعة أن صاحب المشروع يجب أن يحصل على مبلغ من المال على الأقل يساوي الإيرادات المتوقعة للسنة الأولى من العمل بالإضافة إلى النفقات المتوقعة. على سبيل المثال، يجب أن يتوفر للمالكين المحتملين الذين يتوقعون 100000 في الإيرادات في السنة الأولى مع 150.000 في نفقات بدء التشغيل 250.000 على الأقل. غالبًا ما يتم التقليل من مصاريف البدء بشكل كبير مما يزيد من عبء العمل. قد يؤدي عدم توفير هذا المستوى من التمويل للشركة إلى تحميل المالك المسؤولية عن جميع ديون الشركة في محكمة الإفلاس بموجب نظرية نقص رأس المال.
بالإضافة إلى التأكد من أن الشركة لديها رأس مال كافٍ، يجب على صاحب العمل الصغير أن يراعي أيضًا هامش المساهمة (المبيعات مطروحًا منها التكاليف المتغيرة). لتحقيق التعادل، يجب أن تكون الشركة قادرة على الوصول إلى مستوى من المبيعات حيث يكون هامش المساهمة مساويًا للتكاليف الثابتة. عندما يبدأون لأول مرة، يقوم العديد من أصحاب الأعمال الصغيرة بتخفيض أسعار منتجاتهم لدرجة أنه حتى في أقصى طاقتهم، سيكون من المستحيل تحقيق التعادل. غالبًا ما تحل ضوابط التكلفة أو الزيادات في الأسعار هذه المشكلة.
في الولايات المتحدة، تتمثل بعض أكبر مخاوف أصحاب الأعمال الصغيرة في تكاليف التأمين (مثل المسؤولية والصحة) وتكاليف الطاقة والضرائب والامتثال الضريبي. في المملكة المتحدة وأستراليا، يميل أصحاب الأعمال الصغيرة إلى الاهتمام أكثر بالروتين الحكومي المفرط الملحوظ.
كان الاحتيال في التعاقد مشكلة مستمرة للشركات الصغيرة في الولايات المتحدة. الشركات الصغيرة ملزمة قانونًا بالحصول على جزء عادل (23 بالمائة) من القيمة الإجمالية لجميع عقود الحكومة الرئيسية وفقًا لما ينص عليه قانون الأعمال الصغيرة لعام 1953. منذ عام 2002، كشفت سلسلة من التحقيقات الفيدرالية عن احتيال وسوء استخدام وثغرات ونقص في الرقابة في تعاقد الأعمال التجارية الصغيرة الفيدرالية، مما أدى إلى تحويل مليارات الدولارات في عقود الأعمال الصغيرة إلى الشركات الكبيرة.
هناك مشكلة أخرى للعديد من الشركات الصغيرة تسمى «أسطورة ريادة الأعمال» أو الأسطورة الإلكترونية. الافتراض الأسطوري هو أن الخبير في مجال تقني معين سيكون أيضًا خبيرًا في إدارة هذا النوع من الأعمال. هناك حاجة إلى مهارات إضافية في إدارة الأعمال للحفاظ على سير العمل بسلاسة. ينشأ بعض سوء الفهم هذا من الفشل في التمييز بين مديري الأعمال الصغيرة كرجال أعمال أو رأسماليين. في حين أن جميع مالكي ومديري الشركات الصغيرة تقريبًا ملزمون بتولي دور الرأسمالي، فإن أقلية فقط هي التي ستعمل كرجال أعمال. يمكن تحديد الخط الفاصل بين المالك والمدير ورائد الأعمال من خلال ما إذا كانت أعمالهم موجهة نحو النمو أم لا. بشكل عام، يركز أصحاب الأعمال الصغيرة بشكل أساسي على البقاء بدلاً من النمو؛ لذلك، عدم تجربة المراحل الخمس لدورة حياة الشركة (الولادة، والنمو، والنضج، والانتعاش، والانحدار) كما يفعل رائد الأعمال.
هناك مشكلة أخرى للعديد من الشركات الصغيرة وهي قدرة الشركات الأكبر على التأثير أو تحديد فرص نجاحها في بعض الأحيان. تم استخدام شبكات الأعمال ووسائل الإعلام الاجتماعية كأداة رئيسية من قبل الشركات الصغيرة في المملكة المتحدة، ولكن معظمهم يستخدمون نهج «scattergun» في محاولة يائسة لاستغلال السوق التي لم تحقق النجاح. يفتقر أكثر من نصف الشركات الصغيرة إلى خطة عمل، وهي الأداة التي تعتبر أحد أهم عوامل نجاح المشروع. يرتبط تخطيط الأعمال بتحسين آفاق النمو. عادة ما يطلب الممولون والمستثمرون خطة عمل. تعمل الخطة أيضًا كوثيقة تخطيط استراتيجي للمالكين والمديرين التنفيذيين، والتي يمكن استخدامها «كإنجيل» لصنع القرار 
أظهر مسح تجاري دولي أن الحصة البريطانية من الشركات المصدرة ارتفعت من 32٪ في عام 2012 إلى 39٪ في عام 2013. على الرغم من أن هذا قد يبدو إيجابيًا، إلا أن النمو بطيء في الواقع، حيث يخجل أصحاب الأعمال الصغيرة من التصدير بسبب العوائق الفعلية والمتصورة. قد يكون تعلم أساسيات اللغة الأجنبية هو الحل لفتح الأبواب لأسواق تجارية جديدة، فمن الحقيقة أنه ليس كل شركاء الأعمال الأجانب يتحدثون الإنجليزية. يُذكر أن الصين تنمو بنسبة 7.6٪ في عام 2013 وما زال 95٪ من أصحاب الأعمال الذين يرغبون في التصدير إلى الصين ليس لديهم رغبة ولا معرفة لتعلم لغتهم المحلية.

### إفلاس
عندما تفشل الأعمال الصغيرة، يجوز للمالك رفع دعوى الإفلاس. في معظم الحالات، يمكن التعامل مع هذا من خلال تقديم ملف إفلاس شخصي. يمكن للشركات أن تعلن إفلاسها، ولكن إذا توقفت عن العمل ومن المرجح أن يستعيد الدائنون المضمونون أصول الشركة القيمة، فلن يكون هناك فائدة تذكر من الذهاب إلى حساب إفلاس الشركة. تقدم العديد من الدول إعفاءات لأصول الشركات الصغيرة حتى تتمكن من الاستمرار في العمل أثناء وبعد الإفلاس الشخصي. ومع ذلك ، لا يتم استثناء أصول الشركة عادة ؛ ومن ثم ، قد يكون من الصعب الاستمرار في تشغيل شركة مدمجة إذا قام المالك بإشهار الإفلاس. قام الباحثون بفحص إخفاقات الأعمال الصغيرة بشيء من العمق ، مع محاولات لنمذجة إمكانية التنبؤ بالفشل.

### مسؤولية اجتماعية
يمكن أن تواجه الشركات الصغيرة العديد من المشاكل المتعلقة بالمشاركة في المسؤولية الاجتماعية للشركات، بسبب الخصائص الملازمة لحجمها. غالبًا ما يشارك مالكو الشركات الصغيرة بكثافة في العمليات اليومية لشركاتهم. ينتج عن هذا ضيق الوقت للمالك لتنسيق جهود المسؤولية الاجتماعية ، مثل دعم الجمعيات الخيرية المحلية أو الأنشطة غير الهادفة للربح. بالإضافة إلى ذلك ، غالبًا ما تقع خبرة صاحب العمل الصغير خارج نطاق الممارسات المسؤولة اجتماعيًا ، والتي يمكن أن تسهم في نقص المشاركة. تواجه الشركات الصغيرة أيضًا شكلاً من أشكال ضغط الأقران من القوى الأكبر في الصناعات الخاصة بها ، مما يجعل من الصعب معارضة توقعات الصناعة والعمل ضدها. علاوة على ذلك ، تخضع الشركات الصغيرة لضغوط من توقعات المساهمين. نظرًا لأن الشركات الصغيرة تتمتع بعلاقات شخصية أكثر مع رعاتها ومساهميها المحليين ، يجب أن تكون أيضًا على استعداد لتحمل تدقيق أوثق إذا كانت تريد المشاركة في فوائد الالتزام بالممارسات المسؤولة اجتماعيًا أم لا.

### جودة الوظيفة
في حين أن الشركات الصغيرة توظف أكثر من نصف القوى العاملة في الولايات المتحدة  وقد تم تأسيسها كقوة دافعة رئيسية وراء خلق فرص العمل ،  أصبحت جودة الوظائف التي تخلقها هذه الشركات موضع تساؤل. توظف الشركات الصغيرة عمومًا أفرادًا من سوق العمل الثانوي . نتيجة لذلك ، ارتفعت الأجور في الولايات المتحدة بنسبة 49٪ لموظفي الشركات الكبيرة. بالإضافة إلى ذلك ، فإن العديد من الشركات الصغيرة تكافح أو غير قادرة على تزويد الموظفين بالمزايا التي ستحصل عليها في الشركات الأكبر. تشير الأبحاث التي أجرتها إدارة الأعمال الصغيرة الأمريكية إلى أن موظفي الشركات الكبيرة أكثر عرضة بنسبة 17٪ لتلقي مزايا بما في ذلك الراتب والإجازة مدفوعة الأجر والإجازة مدفوعة الأجر والمكافآت والتأمين وخطط التقاعد. تجتمع كل من الأجور المنخفضة والمزايا الأقل لخلق معدل دوران للوظائف بين الشركات الصغيرة في الولايات المتحدة أعلى بثلاث مرات من الشركات الكبيرة. يجب على موظفي الشركات الصغيرة أيضًا التكيف مع معدل الفشل المرتفع للشركات الصغيرة ، مما يعني أنهم أكثر عرضة لفقدان وظائفهم بسبب انهيار الشركة. في الولايات المتحدة ، تستمر 69٪ من الشركات الصغيرة لمدة عامين على الأقل ، لكن هذه النسبة تنخفض إلى 51٪ للشركات التي تصل إلى خمس سنوات في التشغيل. تحسب إدارة الأعمال الصغيرة الأمريكية الشركات التي لديها مبيعات تصل إلى 35.5 مليون دولار و 1500 موظف على أنها «شركات صغيرة»، اعتمادًا على الصناعة. خارج الحكومة ، تعتبر الشركات التي تقل مبيعاتها عن 7 ملايين دولار وأقل من خمسمائة موظف شركات صغيرة على نطاق واسع.

### الجريمة الإلكترونية
يمكن تقسيم الجرائم الإلكترونية في عالم الأعمال إلى 4 فئات رئيسية. وهي تشمل فقدان السمعة وثقة المستهلك ، وتكلفة إصلاح المشكلة ، وخسارة رأس المال والأصول ، والصعوبات القانونية التي يمكن أن تنجم عن هذه المشاكل. يمكن أن يتأثر فقدان السمعة وثقة المستهلك بشكل كبير بعد هجوم واحد. ستكافح العديد من الشركات الصغيرة لاكتساب الثقة في عملائها بعد أن عُرف عنهم مشاكلهم في السابق. قد تتطلب تكلفة إصلاح الهجوم السيبراني خبراء من خارج مجالهم لمواصلة التحقيق والعثور على المشكلة. أن تكون محبطًا في عمل تجاري يعني خسارة المال في نفس الوقت. قد يوقف هذا العمليات عبر الإنترنت ويعني احتمال توقف العمل لفترة طويلة من الزمن. يرتبط فقدان رأس المال والأصول بشكل جيد بتكلفة إصلاح المشكلة. أثناء الهجوم الإلكتروني ، قد تفقد الشركة أموالها لهذا العمل. السيناريو الأسوأ ، قد تفقد الشركة فعليًا كل رأس مالها العامل وأموالها. يمكن أن تصبح الصعوبات القانونية المرتبطة بالجرائم الإلكترونية باهظة الثمن وتضر الشركة نفسها لعدم وجود معايير ومعايير أمنية قياسية. الأمن ليس فقط للأعمال التجارية ولكن الأهم من ذلك أن يكون العميل هو الأولوية الأولى عند التعامل مع بروتوكول الأمان.
بلغ الضرر النقدي الناجم عن جرائم الإنترنت في عام 2016 أكثر من 1.33 مليار دولار في الولايات المتحدة وحدها. في عام 2016، كان لدى كاليفورنيا وحدها أكثر من 255 مليون دولار تم إبلاغ IC3 بها. وبلغ متوسط الشركة هذا العام في الولايات المتحدة 17.36 مليون دولار في هجمات الجرائم الإلكترونية. يمكن أن تختلف بعض الهجمات الإلكترونية عبر الإنترنت حسب المدة التي يستغرقها حل المشكلة. يمكن أن يستغرق الأمر ما يصل إلى 69 يومًا للهجوم اليومي المتوسط على النشاط التجاري. تشمل أنواع الهجمات مشكلات الفيروسات والبرامج الضارة. يمكن أن تؤدي أنشطة الموظفين داخل مساحة العمل أيضًا إلى هجوم إلكتروني. الموظفون الذين يستخدمون الأجهزة المحمولة أو الوصول إلى العمل عن بُعد خارج الوظيفة يجعل من السهل حدوث هجوم إلكتروني.

## التسويق
على الرغم من أن الشركات الصغيرة لديها علاقات وثيقة مع عملائها الحاليين ، فإن العثور على عملاء جدد والوصول إلى أسواق جديدة يمثل تحديًا كبيرًا لأصحاب الأعمال الصغيرة. عادة ما تجد الشركات الصغيرة نفسها مضطربة للوقت للقيام بالتسويق ، حيث يتعين عليها إدارة الجوانب اليومية من العمل. لإنشاء تيار مستمر من الأعمال التجارية الجديدة والعثور على عملاء وعملاء جدد ، يجب عليهم العمل على تسويق أعمالهم باستمرار. تعتبر المبيعات المنخفضة (نتيجة التسويق السيئ) أحد الأسباب الرئيسية لفشل الشركات الصغيرة. تتضمن تقنيات التسويق الشائعة للشركات الصغيرة شبكات الأعمال (على سبيل المثال ، حضور أحداث غرفة التجارة أو المعارض التجارية)، والترويج الشفهي من قبل العملاء الحاليين ، وإحالات العملاء ، وأدلة الصفحات الصفراء، والتلفزيون ، والراديو ، والإعلانات الخارجية (على سبيل المثال ، على جانب الطريق اللوحات الإعلانية) والإعلانات المطبوعة والتسويق عبر الإنترنت. يمكن أن تكون الإعلانات التلفزيونية باهظة الثمن ، لذا فهي تهدف عادةً إلى خلق الوعي بمنتج أو خدمة. من الوسائل الأخرى التي يمكن للشركات الصغيرة الإعلان بواسطتها من خلال استخدام مواقع «صفقة اليوم» مثل Groupon و Living Social . تشجع صفقات الإنترنت هذه العملاء على رعاية الأعمال الصغيرة.

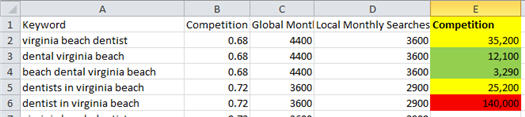
مثال على تحليل الكلمات الرئيسية على أساس المنافسة في السوق

يجد العديد من أصحاب الأعمال الصغيرة التسويق عبر الإنترنت ميسور التكلفة. Google AdWords و Yahoo! البحث في التسويق هما خياران شائعان للحصول على منتجات أو خدمات الأعمال الصغيرة أمام الباحثين المتحمسين على الويب. أصبحت وسائل التواصل الاجتماعي أيضًا وسيلة تسويق ميسورة التكلفة للشركات الصغيرة. إنه جزء بسيط من تكلفة التسويق التقليدي ويمكن للشركات الصغيرة القيام بذلك بأنفسهم أو العثور على وكالات تسويق اجتماعي صغيرة يمكنهم توظيفها مقابل رسوم رمزية. إحصائيًا ، يتمتع التسويق عبر وسائل التواصل الاجتماعي بمعدل أعلى للإغلاق من الوسائط التقليدية.[بحاجة لمصدر] المسوقون الناجحون للأعمال التجارية الصغيرة عبر الإنترنت بارعون أيضًا في استخدام الكلمات الرئيسية الأكثر صلة في محتوى مواقع الويب الخاصة بهم. يمكن أن يكون الإعلان على مواقع الويب المتخصصة التي يتردد عليها العملاء المحتملون فعالًا أيضًا ، ولكن مع الذيل الطويل للإنترنت ، قد يستغرق الإعلان على مواقع ويب كافية للحصول على وصول فعال وقتًا طويلاً.
أصبح إنشاء موقع ويب للأعمال في المتناول بشكل متزايد مع توفر العديد من برامج "افعلها بنفسك" الآن للمبتدئين. يمكن أن يوفر موقع الويب تعرضًا تسويقيًا كبيرًا للشركات الصغيرة عند تسويقه عبر الإنترنت والقنوات الأخرى. بعض الخدمات الشائعة هي WordPress وJoomla و Squarespace وWix . أثبتت وسائل التواصل الاجتماعي أنها مفيدة جدًا في اكتساب عرض إضافي للعديد من الشركات الصغيرة. يستخدم العديد من أصحاب الأعمال الصغيرة Facebook وTwitter كوسيلة للوصول إلى عملائهم المخلصين لإعطائهم أخبارًا عن العروض الخاصة لليوم أو القسائم الخاصة ، وإنشاء أعمال متكررة والوصول إلى عملاء محتملين جدد. تضفي الطبيعة العلائقية لوسائل الإعلام الاجتماعية ، جنبًا إلى جنب مع فورييتها ووجودها على مدار 24 ساعة ، ألفة حميمة على العلاقات التي يمكن أن تقيمها الشركات الصغيرة مع عملائها مع جعلها أكثر فاعلية بالنسبة لهم للتواصل بأعداد أكبر. تعد إعلانات Facebook أيضًا وسيلة فعالة للغاية من حيث التكلفة لأصحاب الأعمال الصغيرة للوصول إلى جمهور مستهدف برسالة محددة للغاية. بالإضافة إلى مواقع الشبكات الاجتماعية ، أصبحت المدونات وسيلة فعالة للغاية للشركات الصغيرة لوضع أنفسهم كخبراء في القضايا التي تهم عملائهم. يمكن القيام بذلك من خلال مدونة خاصة و / أو باستخدام إستراتيجية الارتباط الخلفي حيث يعلق المسوق على المدونات الأخرى ويترك رابطًا إلى موقع الويب الخاص بالشركات الصغيرة. يمكن أن يؤدي النشر إلى مدونة حول أعمال الشركة أو منطقة الخدمة بانتظام إلى زيادة حركة مرور الويب إلى موقع الشركة على الويب.
خطة التسويق
- أبحاث السوق - لإنتاج خطة تسويقية للشركات الصغيرة ، يجب إجراء بحث على أعمال مماثلة ، والتي يجب أن تتضمن بحثًا مكتبيًا (يتم إجراؤه عبر الإنترنت أو باستخدام أدلة) والبحث الميداني. يعطي هذا نظرة ثاقبة على سلوك المجموعة المستهدفة وأنماط التسوق. يؤدي تحليل استراتيجيات التسويق الخاصة بالمنافسين إلى تسهيل حصول الشركات الصغيرة على حصة في السوق.
- المزيج التسويقي [43] - مزيج التسويق هو عامل حاسم لنجاح أي عمل تجاري. يمكن أن يكون فحص المزيج التسويقي للمنافسين مفيدًا للغاية ، خاصة بالنسبة للأعمال التجارية الصغيرة. يمكن أن يساعد مزيج السوق المناسب ، الذي يستخدم أنواعًا مختلفة من التسويق ، في زيادة المبيعات.
- دورة حياة المنتج [44] - بعد بدء العمل ، يجب أن تكون نقاط التركيز الحاسمة هي مرحلة النمو (إضافة العملاء ، إضافة منتجات أو خدمات ، و / أو التوسع في أسواق جديدة) والعمل نحو مرحلة النضج. بمجرد أن يصل العمل إلى مرحلة النضج ، يجب وضع إستراتيجية التمديد. إعادة التشغيل هي أيضًا خيار في هذه المرحلة. يجب أن تكون إستراتيجية التسعير مرنة وتستند إلى المراحل المختلفة لدورة حياة المنتج.
- تقنيات الترويج - من الأفضل إبقاء نفقات الترقية منخفضة قدر الإمكان. يمكن أن تكون «الكلمات الشفوية» و «التسويق عبر البريد الإلكتروني» و «الإعلانات المطبوعة» في الصحف المحلية وما إلى ذلك فعالة.
- قنوات التوزيع - قد يؤدي اختيار قناة توزيع فعالة إلى تقليل نفقات الترويج بالإضافة إلى النفقات الإجمالية للأعمال التجارية الصغيرة.

## المساهمة في الاقتصاد
في الولايات المتحدة ، تمثل الشركات الصغيرة (أقل من خمسمائة موظف) أكثر من نصف الناتج المحلي الإجمالي الخاص وغير الزراعي وحوالي نصف العمالة في القطاع الخاص. فيما يتعلق بالأعمال الصغيرة ، فإن أفضل مزود للوظائف هو أولئك الذين لديهم أقل من عشرة موظفين، وأولئك الذين لديهم عشرة أو أكثر ولكن أقل من عشرين موظفًا يأتي في المرتبة الثانية ، وأولئك الذين لديهم عشرين أو أكثر ولكن أقل من مائة موظف يأتي في المرتبة الثالثة (استيفاء البيانات من المراجع التالية). تُظهر أحدث البيانات أن الشركات التي يقل عدد موظفيها عن عشرين موظفًا تمثل أكثر بقليل من 18٪ من العمالة.
وفقًا لـ "The Family Business Review"، «هناك ما يقرب من سبعة عشر مليون ملكية فردية في الولايات المتحدة. يمكن القول أن الملكية الفردية (شركة غير مدمجة يملكها شخص واحد) هي نوع من الأعمال العائلية» و«هناك 22 مليون شركة صغيرة (أقل من خمسمائة موظف) في الولايات المتحدة وحوالي 14000 شركة كبيرة الأعمال». أيضًا ، تم العثور على أن الشركات الصغيرة أوجدت أحدث الوظائف في المجتمعات ، «في عام 1979، نشر ديفيد بيرش أول دليل تجريبي على أن الشركات الصغيرة (أقل من 100 موظف) أوجدت أحدث الوظائف»، وادعى إدميستون أنه «ربما يكون أعظم مصدر الاهتمام بريادة الأعمال والشركات الصغيرة هو الاعتقاد السائد بأن الشركات الصغيرة في الولايات المتحدة تخلق معظم الوظائف الجديدة. تشير الأدلة إلى أن الشركات الصغيرة تخلق بالفعل أغلبية كبيرة من صافي الوظائف الجديدة في متوسط عام». وجدت إدارة الأعمال الصغيرة الأمريكية أن الشركات الصغيرة قد خلقت ثلثي صافي وظائف القطاع الخاص الجديدة في الولايات المتحدة منذ عام 2007. توفر الشركات المحلية المنافسة مع بعضها البعض وتتحدى أيضًا الشركات العملاقة. من أصل 5369.068 شركة أرباب العمل في عام 1995، كان لدى 78.8 بالمائة أقل من عشرة موظفين ، و 99.7 بالمائة كان لديها أقل من خمسمائة موظف.

## مصادر التمويل

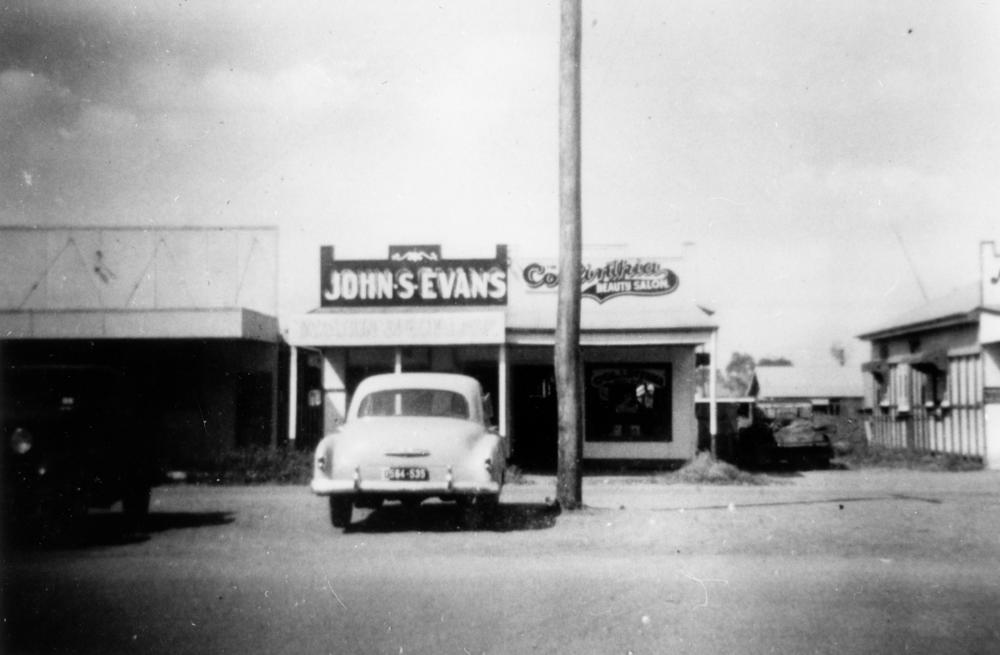
الأعمال التجارية الصغيرة في بيلويلا ، وسط كوينزلاند ، أستراليا ، 1949